# Flatland trick
Flatland trick är skateboardtrick som man gör ofta stillastående genom att ställa brädan i olika ställningar, till exempel på högkant och upp och ner och står på den. Några vanliga trick är Casper, Primo, Pogo, Switch foot pogo, Handstand och Truckstand. Tricken är inte särskilt vanliga nu för tiden då man oftare kör med flip tricks och grab tricks. Det fanns många variationer man kunde utföra flatlandtricken i, så kallade kombinationer (combos).
Ett av de största proffsen inom flatland var Rodney Mullen som bland annat uppfann Casper och primo slides. 
Flatland är ett av de vanligaste tricken man startar med när man börjar skata, vid sidan av ollies och manual.